# Pictetoperla
Pictetoperla és un gènere d'insectes plecòpters pertanyent a la família dels pèrlids.

## Hàbitat
En els seus estadis immadurs són aquàtics i viuen a l'aigua dolça, mentre que com a adults són terrestres i voladors.

## Distribució geogràfica
Es troba a l'extrem meridional de Sud-amèrica a partir de la latitud 35° sud: Xile i l'Argentina.

## Taxonomia
- Pictetoperla brundini (Illies, 1964)
- Pictetoperla gayi (Pictet, F.J., 1841)
- Pictetoperla repanda (Banks, 1920)[16][17][18]